# Liga Celtycka
Liga Celtycka (bret. Ar K’hevre Keltiek, wal. Yr Undeb Celtaidd, irl. An Conradh Ceilteach, manx Yn Commeeys Celtiagh, gael. An Comann Eadar-Cheilteach, korn. An Kesunyans Keltek) – międzynarodowa celtycka organizacja społeczno-polityczna.

## Historia Ligi

Krainy celtyckie

Liga Celtycka powstała w 1961 na National Eisteddfod of Wales w Rhosllanerchrugog w Walii. Jednymi z głównych założycieli byli 2 przywódcy walijskiej partii narodowej Plaid Cymru, Gwynfor Evans i J. E. Jones. W krótkim czasie dołączyli przedstawiciele szkockich ugrupowań narodowych i 2 uchodźcy bretońscy, Yann Fouéré i Alan Heusaff. Ten ostatni został pierwszym sekretarzem generalnym Ligi. W jej skład weszli też działacze narodowi z wyspy Man, Irlandii i Kornwalii.

## Współczesna działalność
Obecnie organizacji przewodniczy Walijczyk Rhisiart Tal-e-bot. Liga Celtycka opiera się na ideologii panceltyckiej, głoszącej wspólnotę regionów i krain celtyckich z różnych krajów. Reprezentuje ich interesy polityczne, społeczne, gospodarcze i kulturalne. Jej celem jest:
- wspieranie współpracy pomiędzy narodami celtyckimi,
- rozwijanie szczególnych kontaktów i solidarności między nimi,
- promowanie za granicą ich osiągnięć,
- walka o większe prawa dla lokalnych samorządów lub wprowadzenie tych samorządów.

Organem prasowym Ligi jest magazyn „CARN”, wydawany głównie po angielsku, ale z artykułami w różnych językach celtyckich. Organizacja – oprócz regionów celtyckich – ma swoje przedstawicielstwa w Londynie, USA, Australii, Argentynie (w Patagonii istnieje niewielkie osadnictwo walijskie) i na kanadyjskiej wyspie Cape Breton. Działacze Ligi biorą udział w różnych zewnętrznych akcjach dotyczących narodów celtyckich, np. kampanii na rzecz zjednoczenia Irlandii, niepodległości Szkocji, uzyskania przedstawicielstw narodowych przez Walię i Szkocję, czy ponownego włączenia francuskiego departamentu Loire-Atlantique do regionu Bretania. Sama Liga przez wiele lat walczyła o wsparcie władz państwowych dla języków celtyckich i powrót zabytków celtyckich do miejscowych muzeów, jak Szachy z Lewis, czy Kroniki Wyspy Man. Przedstawicielstwu Ligi z wyspy Man udało się niewielką wysepkę Calf of Man włączyć w granice Parku Dziedzictwa Narodowego Wyspy Man. W poł. lat 90. szkocki oddział Ligi doprowadził do pojawienia się słowa Alba (celtycka nazwa Szkocji) w nazwie szkockiego związku piłki nożnej i szkockiego związku rugby. Akcja była prowadzona pod hasłem odnowienia języków celtyckich.

## Sekretarze generalni Ligi
- Alan Heusaff (1961-1984)
- J. Bernard Moffat (1984-1988)
- Davyth Fear (1988-1990)
- Séamas Ó Coileáin (1990-1991)
- J. Bernard Moffat (1991-2006)
- Rhisiart Tal-e-bot (2006 – obecnie)